# Монтепрандоне
Монтепрандоне (італ. Monteprandone) — муніципалітет в Італії, у регіоні Марке,  провінція Асколі-Пічено.
Монтепрандоне розташоване на відстані близько 160 км на північний схід від Рима, 85 км на південь від Анкони, 24 км на схід від Асколі-Пічено.
Населення — 12 713 осіб (2014).

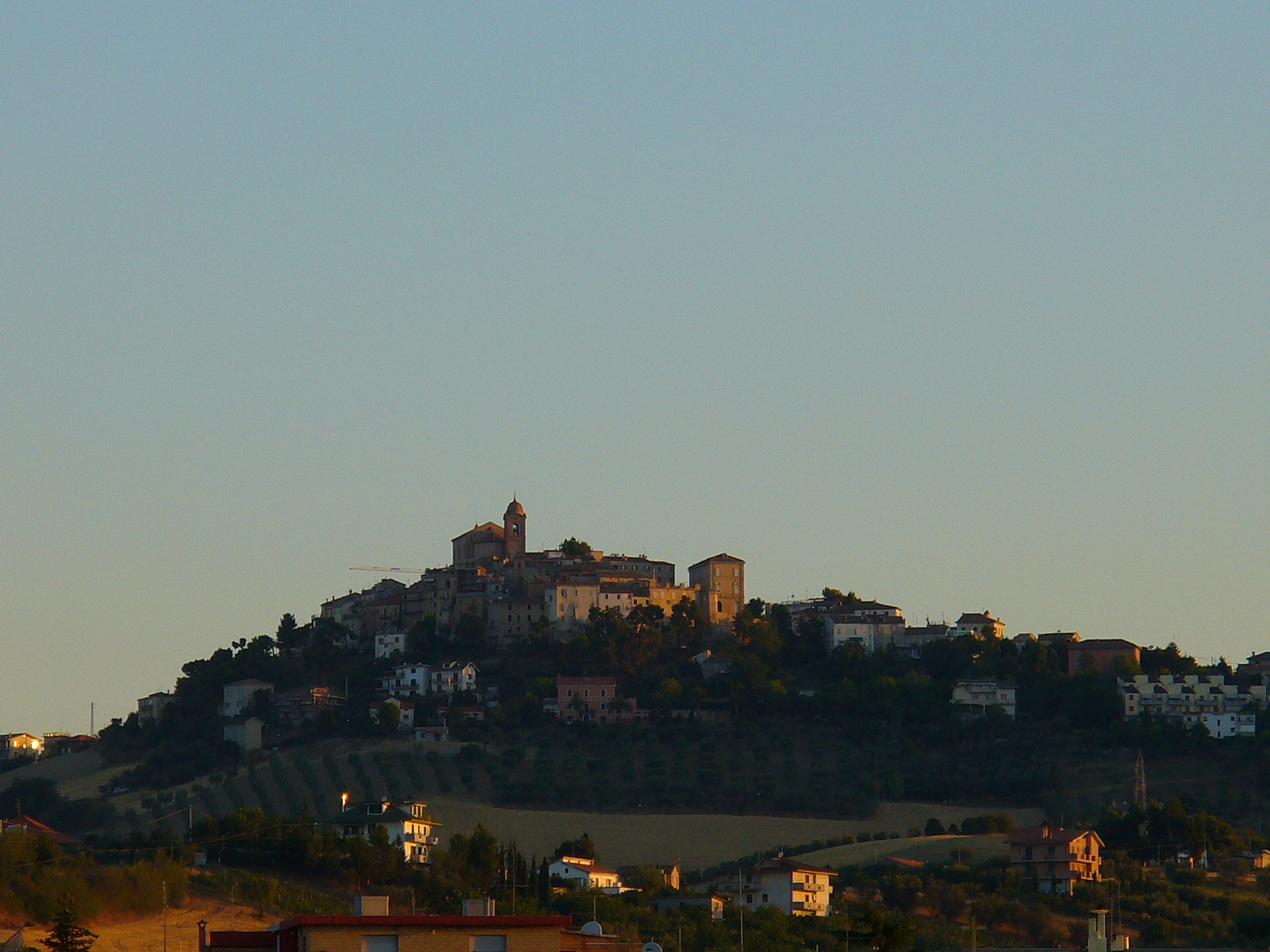

Щорічний фестиваль відбувається 28 листопада. Покровитель — San Giacomo della Marca.

## Демографія
Населення за роками:

Станом на 1 січня 2023 року в муніципалітеті офіційно проживало 1156 іноземців з 60 країн, серед них 224 громадяни країн Євросоюзу та 34 громадяни України.

## Сусідні муніципалітети
- Аккуавіва-Пічена
- Колоннелла
- Контрогуерра
- Мартінсікуро
- Монсамполо-дель-Тронто
- Сан-Бенедетто-дель-Тронто